# São Geraldo do Baixio
São Geraldo do Baixio é um município brasileiro no interior do estado de Minas Gerais, Região Sudeste do país. Localiza-se no Vale do Rio Doce e sua população estimada em 2018 era de 3 963 habitantes.

## História
O atual município foi criado inicialmente como um distrito pertencente a Galileia pela lei estadual nº 336, de 27 de dezembro de 1948. Mediante a lei estadual nº 12.030, de 21 de dezembro de 1995, São Geraldo do Baixio emancipou-se, instalando-se oficialmente em 1º de janeiro de 1997. A lei nº 196, de 9 de junho de 2003, criou seu único distrito, Conceição das Laranjeiras.

## Geografia
De acordo com a divisão regional vigente desde 2017, instituída pelo IBGE, o município pertence às Regiões Geográficas Intermediária e Imediata de Governador Valadares. Até então, com a vigência das divisões em microrregiões e mesorregiões, fazia parte da microrregião de Governador Valadares, que por sua vez estava incluída na mesorregião do Vale do Rio Doce.